# Пиноккио (телесериал, 2014)
Пиноккио (кор. 피노키오, Pinokio; англ. Pinocchio) — южнокорейский телесериал 2014 года, В главных ролях Ли Джонсок, Пак Синхе, Ким Ён Гван и Ли Ю Би. Выход в эфир с 12 ноября 2014 по 15 января 2015 года, на канале SBS.

## Сюжет
В 2000 году Ки Ха Мён счастливо жил с родителями и старшим братом Чжэ Мёном, пока его отец, Ки Хо Сан, капитан отделения пожарной охраны, не погиб вместе с несколькими подчинёнными в результате взрыва на заводе. во время спасательной операции. Так как тело Хо Сана не обнаружено, СМИ создают сенсацию, делая из него козла отпущения. В борьбе за рейтинги, холодная и расчетливая репортер телекомпании MSC Сон Ча Ок утверждает, что Хо Сан пережил взрыв, и в настоящее время скрывается, потому что ответственен за гибель своих людей. Это ставит семью Ки в положение изгоев в их окружении и делает объектами национального презрения. Жена Ки Хо Сана кончает жизнь самоубийством  вместе с младшим сыном (Ха Мёном), спрыгнув со скалы, и Чжэ Мён обвиняет в их смерти средства массовой информации, особенно Ча Ок.
Но Ха Мён жив, его спас из воды Чхве Гонгпил, добрый пожилой человек, живущий на острове Хиангри. Гонгпил, у которого может быть болезнь Альцгеймера или потеря памяти, вызванная травмой, считает, что Ха Мён - его старший сын Чхве Даль По, простак, умерший тридцатью годами ранее. Ха Мён, у которого больше никого нет в мире, поддерживает обман и относится к Гун-пилу как к своему отцу. Гонг-пил официально усыновляет Ха Мёна, которого теперь зовут Даль По, и записывает его как своего старшего сына. Пять месяцев спустя, когда младший сын Гонгпиля Чхве Даль Пён переезжает на остров со своей дочерью Чхве Ин Ха, они с изумлением узнают от Гонгпила, что их «старший брат» и «дядя» - это обычный мальчик. У Чхве Ин Ха есть «синдром Пиноккио», который заставляет ее икать, когда она говорит неправду. Она боготворит свою мать и ненавидит жить на острове после развода родителей. Однако неоперившаяся дружба между Даль По и Ин Ха рушится, когда он узнает, что мать Ин Ха не кто иная, как Сон Ча Ок.
Пять лет спустя Ин Ха и Даль По - ученики старших классов и одноклассники в их средней школе. Даль По, который на самом деле очень способный, притворяется глупым (как настоящий Даль-по) и получает все нули в  оценках своих тестов, чтобы поддержать обман перед Чхве Гонг-пилом. С последним учеником в классе, отстающим и грязным, с кудрявыми волосами, Даль По, в школе не дружат, а Ин Ха - самая популярная девушка. Даль По тайно любит Ин Ха, и он сначала вынужден присоединиться к телевизионному шоу-викторине, чтобы их одноклассник Ан Чан Су, который без ума от Ин Ха, не признался ей в любви по национальному телевидению. На телестудии он сталкивается с продюсером шоу Хваном Гё-доном, который был репортером YGN и одним из соперников Ча Ок, но сменил карьеру после того, что случилось с семьей Ки. Увидев Даль По по телевизору и не зная, что ее синдром Пиноккио ограничивает ее карьерный выбор, Ин Ха решает стать журналистом.
В 2013 году семья Чхве вернулась в город. Ин Ха провела последние три года в колледже, чтобы стать репортером, но постоянно проваливает свои собеседования; с другой стороны, из-за нищеты, в которой находится семья Чхве, Даль По вынужден работать таксистом, чтобы свести концы с концами. Ча Ок, которая не видела свою дочь в течение десятилетия и теперь является ночной ведущей новостей MSC и начальником отдела, проваливает Ин Ха на последнем собеседовании, говоря, что репортер с синдромом Пиноккио будет бесполезен. Видя, как больно Ин Ха из-за отказа ее матери, Даль По полон решимости помочь ей осуществить мечту и объявляет, что он тоже хочет стать репортером. Месяц спустя Ин ха и Даль По подали заявку на «слепое» прослушивание в YGN на должность репортера новостных программ, но нанимают только Даль По. Столкнувшись с Гё-донгом, ныне руководителем службы новостей YGN, Даль По признает свою настоящую личность, а также реальный мотив для получения работы: он хочет найти своего старшего брата Чже Мёна и очистить имя своего отца. Но он не знает, что Чже-мён отомстил фабричным рабочим, которые лгали об обстоятельствах взрыва на фабрике, когда пропал его отец, убив двоих из них и подставив третьего. Между тем, с рейтингом доверия MSC на рекордно низком уровне, Ча Ок нанимает Ин Ха репортёром, используя ее синдром Пиноккио для рекламы телеканала. Таким образом, Даль По и Ин Ха становятся новичками в конкурирующих телесетях, и среди их коллег Со Бом Чо, который происходит из богатой семьи владелицы чеболя, и связан с Ин Ха через переписку на мобильном телефоне, забытом 10 лет назад Ча Ок в его доме, когда приходила к его матери, и Юн Ё Рэ, фанатка поп-исполнителей, которая теперь использует навязчивость и решительность фанатки в своей новой работе.
Позже Ин Ха обнаруживает, что настоящая личность Чхве Даль По - это Ки Ха Мён, и ей противно то, что ее мать Ча Ок сделала с его семьей после пожара. На лекции Ча Ок Ин Ха выступила против нее. В то же время Чже Мён узнаёт, что Ха Мён, его считавшийся погибшим брат, на самом деле жив. Вместе они пытаются донести информацию о Ча Ок через свои честные репортажи, в то же время раскрывая больший заговор в новостной индустрии.

## В ролях
| Актер               | Роль                                             |
| Главные роли        | Главные роли                                     |
| ------------------- | ------------------------------------------------ |
| Ли Джон Сок         | Чхвэ Даль По / Ким Ха Мён                        |
| Нам Да Рым          | Чхвэ Даль По / Ким Ха Мён (молодой)              |
| Пак Шин Хе          | Чхвэ Ин Ха                                       |
| Ро Джон Ый          | Чхвэ Ин Ха (молодая)                             |
| Ким Ён Гван         | Со Бом Чо                                        |
| Ли Ю Би             | Юн Ё Рэ                                          |
| Второстепенные роли |                                                  |
| Джин Кён            | Сон Ча Ок                                        |
| Ким Кван Гю         | Ким Гон Джу                                      |
| Ким Ён Хун          | Ли Иль Джу                                       |
| Им Бён Ги           | Ён Ду Ён                                         |
| Юн Со Хён           | Ли Джу Хо                                        |
| Ли Сын Хо           | Джэ Дэ Гук                                       |
| Ли Пиль Мо          | Хван Гён Дон                                     |
| Мин Сун Ук          | Джан Хён Гю                                      |
| Кан Шин Иль         | Ли Ён Так                                        |
| Джэ Док Хён         | Джо Вон Гу                                       |
| Чу Су Хён           | Им Джэ Хван                                      |
| Джун Ин Ги          | Ким Хо Сан                                       |
| Джан Ён Нам         | мать Ха Мён                                      |
| Юн Кён Сан          | Ки Джэ Мён                                       |
| Шин Джэ Ха          | Ки Джэ Мён (молодой)                             |
| Бён Хи Бон          | Чхвэ Гон Пиль                                    |
| Шин Джун Гын        | Чхвэ Даль Пён                                    |
| Ким Хэ Сук          | Ким Роуз                                         |
| Ли Джу Сын          | Ан Чан Су                                        |
| Ким Мин Ён          | Сон Ён Джу                                       |
| Пак Су Ён           | Джун Ги Бон                                      |
| Чхвэ Джон Хун       | работник фабрики                                 |
| Ким Ён Джун         | сосед с синдромом Пиноккио                       |
| У Хён               | учитель на дому Даль По                          |
| Им До Ён            | Го Джи Хи                                        |
| Ли Джун Су          | потерянный хайкер                                |
| Хон Хён Хи          | учитель Ён                                       |
| Ли Сын У            | Ан Джун Ги                                       |
| Специальные гости   |                                                  |
| Им Сун Хан          | ведущих квиза (сер. 1-2)                         |
| Джан Гван           | директор школы (сер. 2)                          |
| Джун Ун Ин          | Мин Джун Гук (сер. 2)                            |
| Джан Хан Джун       | режиссер (сер. 2)                                |
| Ким Мин Джун        | девушка со свидания вслепую Даль По (сер. 3)     |
| Ли Бо Ён            | голос навигатора (сер. 3)                        |
| Ким Хи Чоль         | мужчина на обоях Ё Рэ (сер. 8)                   |
| Сьюзи               | девушка со "свидания вслепую" Бым Джо (сер. 12)  |
| Юн Сан Хён          | Ча Гван У, гос. защитник Джэ Мёна (сер. 12)      |
| Ли Джун             | Фама, айдол, проходящий под следствием (сер. 19) |
| Кан Нам             | ученик Ча Ок                                     |
| Шин Джэ Ха          | в роли себя самого                               |
| О Сын А             | журналист MSC                                    |

## Рейтинги
| Эпизод #         | Дата трансляции  | Название                       | Средняя доля аудитории | Средняя доля аудитории                  | Средняя доля аудитории | Средняя доля аудитории                  |
| Эпизод #         | Дата трансляции  | Название                       | TNmS рейтинги          | TNmS рейтинги                           | AGB Nielsen            | AGB Nielsen                             |
| Эпизод #         | Дата трансляции  | Название                       | Общий                  | Сеульский Национальный Столичный Регион | Общий                  | Сеульский Национальный Столичный Регион |
| ---------------- | ---------------- | ------------------------------ | ---------------------- | --------------------------------------- | ---------------------- | --------------------------------------- |
| 1                | 12 ноября 2014   | Пиноккио                       | 7.8 %                  | 9.9 %                                   | 7.8 %                  | 8.4 %                                   |
| 2                | 13 ноября 2014   | Гадкий Утенок                  | 10.6 %                 | 12.8 %                                  | 9.8 %                  | 10.8 %                                  |
| 3                | 19 ноября 2014   | Снежная Королева               | 9.4 %                  | 10.9 %                                  | 9.4 %                  | 10.9 %                                  |
| 4                | 20 ноября 2014   | Ромео и Джульетта              | 10.6 %                 | 12.8 %                                  | 10.4 %                 | 11.8 %                                  |
| 5                | 26 ноября 2014   | Ослиные уши короля             | 9.2 %                  | 11.6 %                                  | 10.2 %                 | 12.2 %                                  |
| 6                | 27 ноября 2014   | Отпуск двух лет                | 11.0 %                 | 14.1 %                                  | 10.4 %                 | 12.1 %                                  |
| 7                | 3 декабря 2014   | Лягушка в хорошо               | 8.9 %                  | 11.3 %                                  | 8.7 %                  | 9.6 %                                   |
| 8                | 4 декабря 2014   | Счастливый день                | 10.8 %                 | 12.7 %                                  | 10.2 %                 | 11.4 %                                  |
| 9                | 10 декабря 2014  | Крысолов из Хамельна           | 9.2 %                  | 11.1 %                                  | 10.1 %                 | 11.9 %                                  |
| 10               | 11 декабря 2014  | Мальчик, Который Кричал: Волки | 10.8 %                 | 13.2 %                                  | 10.7 %                 | 12.3 %                                  |
| 11               | 17 декабря 2014  | Сон в летнюю ночь              | 11.1 %                 | 13.3 %                                  | 10.4 %                 | 11.6 %                                  |
| 12               | 18 декабря 2014  | Волшебная флейта               | 11.3 %                 | 13.5 %                                  | 9.7 %                  | 10.9 %                                  |
| 13               | 24 декабря 2014  | Дар волхвов                    | 10.4 %                 | 12.2 %                                  | 9.8 %                  | 11.1 %                                  |
| 14               | 25 декабря 2014  | Гензель и Гретель              | 11.6 %                 | 13.3 %                                  | 10.8 %                 | 11.7 %                                  |
| 15               | 1 января 2015    | Дон Кихот                      | 13.3 %                 | 15.6 %                                  | 12.9 %                 | 14.6 %                                  |
| 16               | 7 января 2015    | Новое платье короля            | 12.9 %                 | 15.7 %                                  | 11.8 %                 | 14.0 %                                  |
| 17               | 8 января 2015    | Алая буква                     | 12.7 %                 | 15.1 %                                  | 12.9 %                 | 15.2 %                                  |
| 18               | 14 января 2015   | Красные туфли                  | 12.6 %                 | 16.0 %                                  | 11.9 %                 | 13.3 %                                  |
| 19               | 14 января 2015   | Северный Ветер и Солнце        | 12.1 %                 | 15.5 %                                  | 11.3 %                 | 12.1 %                                  |
| 20               | 15 января 2015   | Питер Пэн                      | 13.6 %                 | 16.7 %                                  | 13.3 %                 | 15.1 %                                  |
| Среднее значение | Среднее значение | Среднее значение               | 11.0 %                 | 13.4 %                                  | 10.6 %                 | 12.1 %                                  |